# Liste der Baudenkmale in Wilhelmshaven

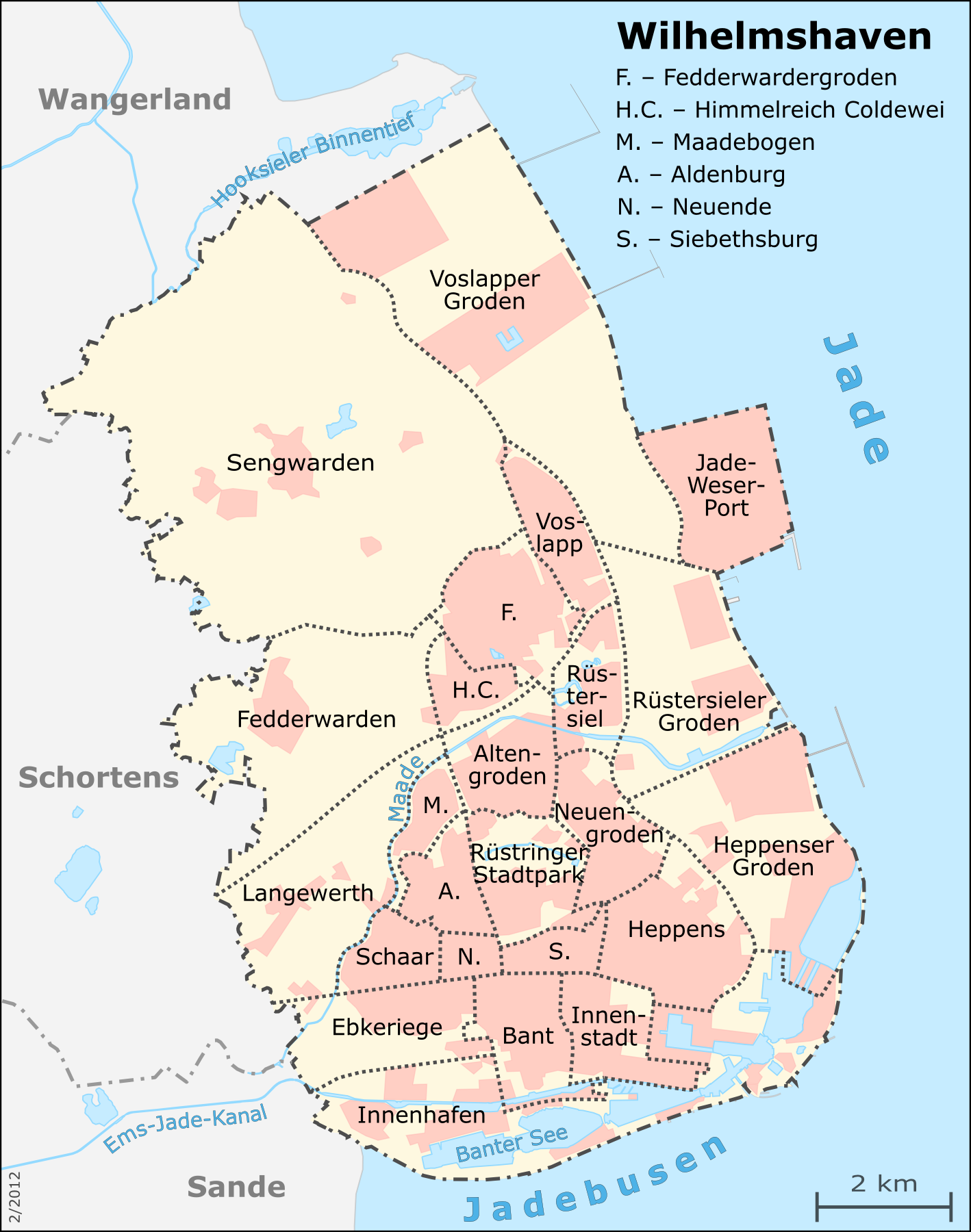
Stadtteile von Wilhelmshaven

Die Liste der Baudenkmale in Wilhelmshaven nennt die Listen von Baudenkmalen in der kreisfreien Stadt Wilhelmshaven in Niedersachsen. Im Oktober 2021 waren über 1000 Baudenkmale in Wilhelmshaven bekannt. Aus softwarebedingten Gründen ist die Liste nach Stadtteilen aufgeteilt.
Die Quelle der Baudenkmale ist der Denkmalatlas Niedersachsen.
Stadtbereich Süd
- Liste der Baudenkmale in Bant
- Liste der Baudenkmale in Ebkeriege
- Liste der Baudenkmale in Wilhelmshaven-Innenhafen
- Liste der Baudenkmale in Wilhelmshaven-Innenstadt

Stadtbereich Mitte
- Liste der Baudenkmale in Altengroden
- Liste der Baudenkmale in Heppens
- Liste der Baudenkmale in Neuengroden
- Liste der Baudenkmale in Rüstersiel
- Liste der Baudenkmale in Rüstringer Stadtpark
- Liste der Baudenkmale in Siebethsburg

Stadtbereich West
- Liste der Baudenkmale in Aldenburg
- Liste der Baudenkmale in Langewerth
- Liste der Baudenkmale in Neuende
- In den Stadtteilen Maadebogen und Schaar waren keine Baudenkmale bekannt.

Stadtbereich Nord
- Liste der Baudenkmale in Fedderwarden
- Liste der Baudenkmale in Fedderwardergroden
- Liste der Baudenkmale in Sengwarden
- In den Stadtteilen Himmelreich/Coldewei und Voslapp waren keine Baudenkmale bekannt.

Stadtbereich Ost
- In den Stadtteilen Heppenser Groden, Rüstersieler Groden, Voslapper Groden und JadeWeserPort waren zum Zeitpunkt der Erstellung dieser Wikipedialisten im Oktober 2021 keine Baudenkmale bekannt.